# NGC 4026
NGC 4026 هي مجرة محدبة تقع في كوكبة الدب الأكبر (كوكبة) يبعد حوالي 50 مليون سنة ضوئية من الأرض نظرا لأبعاده الظاهرة اكتشفه ويليام هيرشيل في 12 أبريل 1789.المجرة تستضيف ثقب أسود هائل مع الكتلة المقدرة 108.33 ± 0.109 (166-275 مليون).

## المجرات القريبة
NGC 4026 ينتمي إلى مجموعة M109 أكبر مجموعة فرعية من المجرات مع الكتلة الرئيسية. على مقربة من NGC 4026 تكمن بعض المجرات الحلزونية ذات سطوع سطح منخفض.

## وصلات خارجية
- NGC 4026 على موقع ويكي سكاي: DSS2, SDSS, GALEX, IRAS, Hydrogen α, X-Ray, Astrophoto, Sky Map, Articles and images